# Cecil Howard Green
Pour les articles homonymes, voir Green.
Cecil Howard Green, né le 6 août 1900 à Whitefield et mort le 11 avril 2003, est un géophysicien américain.

## Biographie
Diplômé de l'université de la Colombie-Britannique et du Massachusetts Institute of Technology (MIT), il est l'un des fondateurs de Texas Instruments.
Il était connu pour sa philanthropie. Lui, ainsi que son épouse Ida Green, étaient des philanthropes qui ont contribué à la fondation de l'université du Texas à Dallas, du Green College de l'université de Colombie-Britannique, de la St. Mark's School of Texas et du Green College de l'université d'Oxford.

## Hommages
- En 1980, la bibliothèque principale du campus de l'université Stanford fut renommée bibliothèque Cecil-H.-Green.

- astéroïde (4058) Cecilgreen